# Alphawezen
Alphawezen es un dúo alemán de música electrónica formado en 1998. Sus componentes son Asu Yalcindag (vocales, letras) y Ernst Wawra (música).
Inicialmente, Alphawezen era un proyecto instrumental, pero con el primer álbum oficial „L'après-midi d'un Microphone“ (2001, Mole Listening Pearls) y con la cooperación del cantante Asu, se convirtió en música pop-ambient electrónica.
En la película de Anne Fontaines „Nathalie...“ con Emmanuelle Béart y Gérard Depardieu (2003), la canción „Gai Soleil“ aparece en una escena de un club. 
En octubre de 2007, el tercer álbum „Comme Vous Voulez“ se lanza con Mole Listening Pearls. En noviembre de 2009, el doble CD „Snow/Glow“ se lanza, incluyendo remixes de Nightmares on Wax y The Timewriter.

## Discografía
- Snow/Glow (2009 / 2xCD)
- Gun Song/ Days Remixes (2009 / 12" Vinyl)
- I Like You (2008 / download)
- Comme Vous Voulez (2007 / CD Album)
- En Passant (2004 / CD Album)
- Speed Of Light (2004 / download)
- Welcome To Machinarchy (2004 / 12" Vinyl Maxi)
- The Bruxelles EP (2004 / download)
- L'après-midi d'un Microphone (2001 / CD Album)
- Into The Stars (2001 / 12" Vinyl Maxi)
- Gai Soleil (2000 / 12" Vinyl Maxi)

## Videos
- 2008 Days
- 2007 Speed of Light
- 2002 Electricity Drive
- 2001 Into the Stars
- 2000 Frost
- 1999 Gai Soleil